# 马蒂·麦金尼斯
马蒂·麦金尼斯（英語：Marty McInnis，1970年6月5日—），美国男子冰球运动员，场上位置是前锋。他曾代表美国国家队参加1992年冬季奥林匹克运动会冰球比赛，获得第四名。